# Umbo

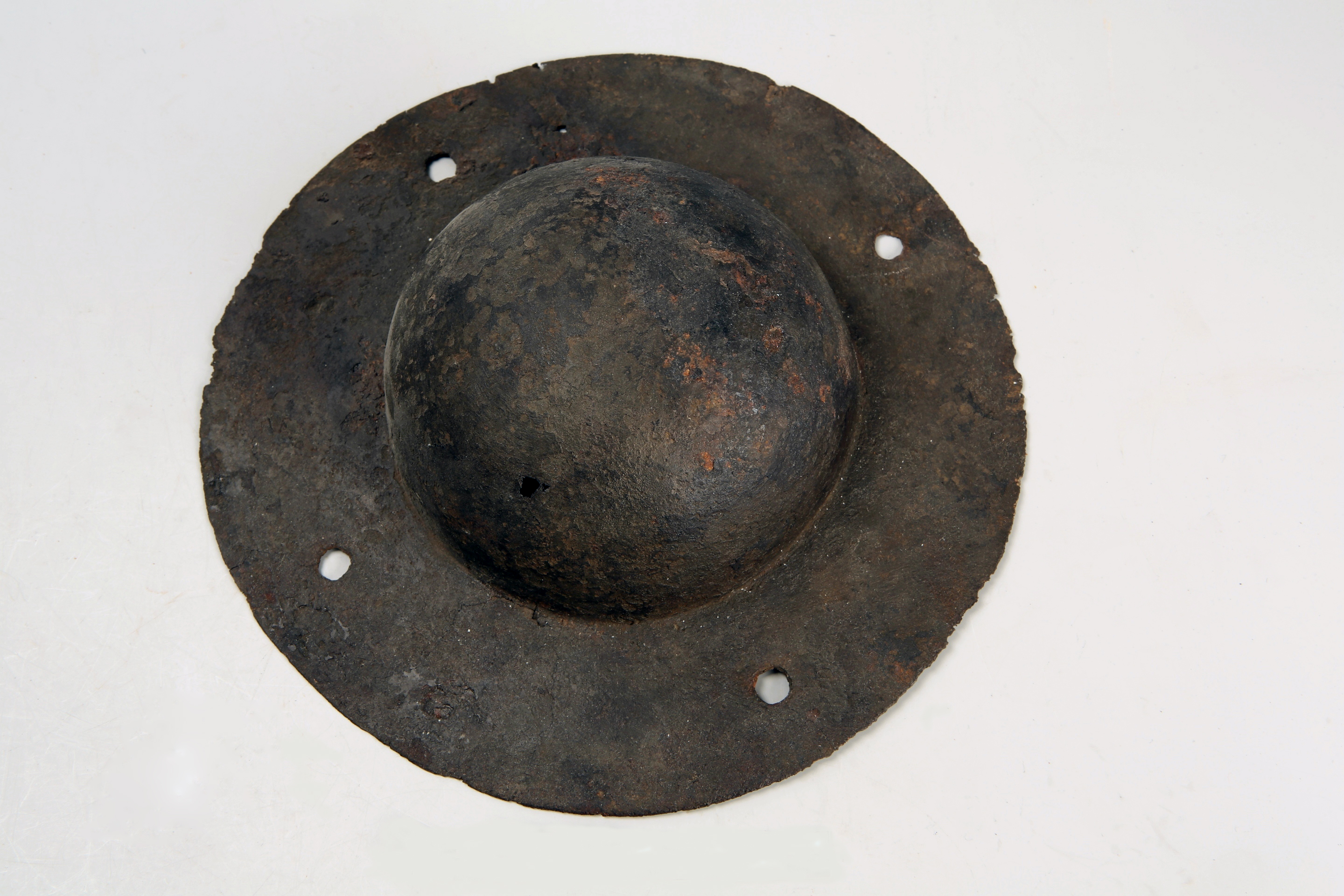
Umbo z okresu starożytnego Rzymu

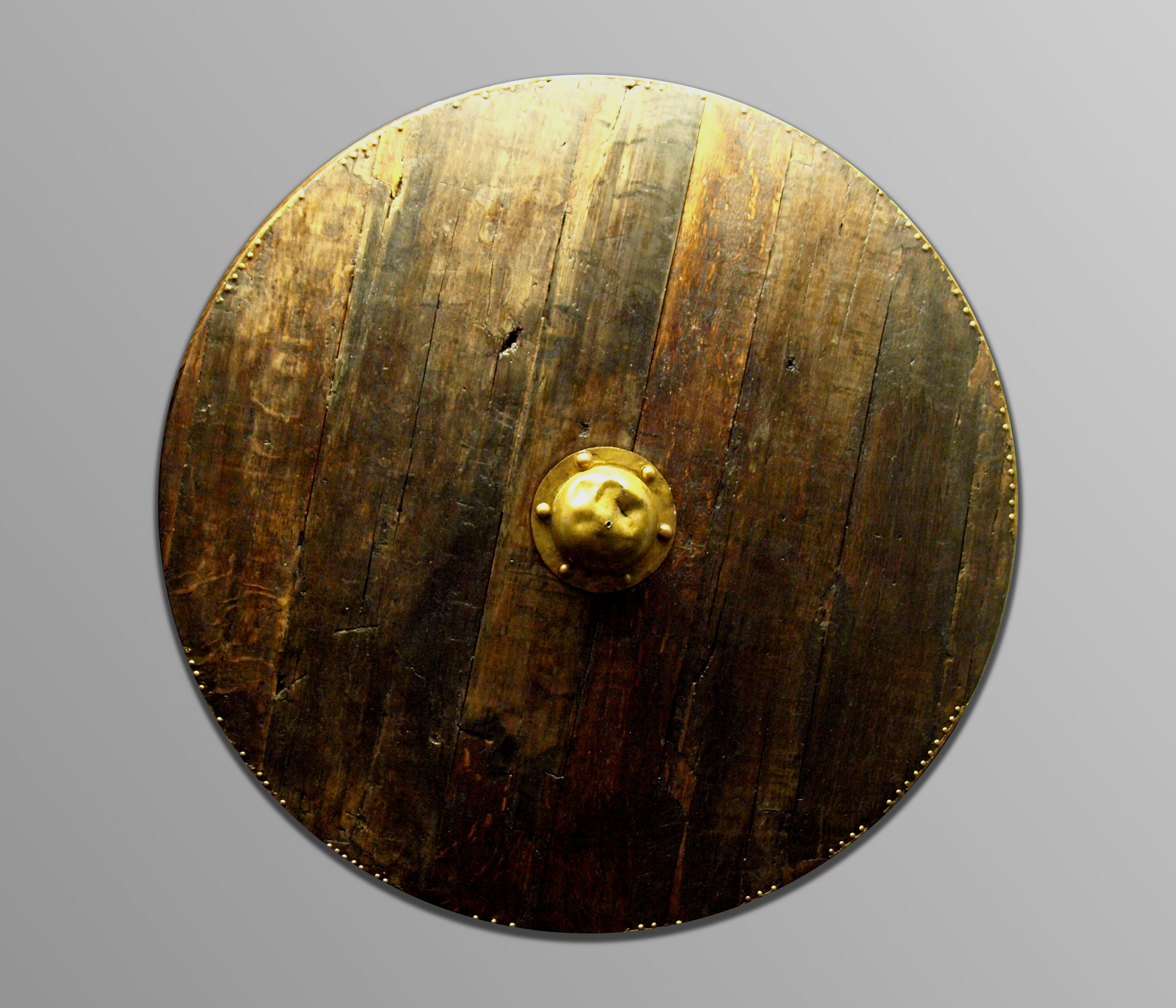
Tarcza z III w. n.e. z widocznym mosiężnym umbem

Umbo – wyraźnie wyodrębniona, środkowa część tarczy, spajająca i wzmacniająca jej konstrukcję. Od jego wewnętrznej strony, często umiejscawiano imacz.
Wśród odnajdywanych umb, większość miała kolisty kształt i wykonywana była z żelaza, ale nie wyklucza się również występowania umb wykonanych z drewna. Jego pierwotna funkcja jako elementu wzmacniającego konstrukcję, z czasem ewoluowała umożliwiając również aktywne wykorzystanie w walce. Najstarsze umba znane są już ze znalezisk kultury lateńskiej (początki epoki żelaza). Wykorzystywane były m.in. przez Germanów, Celtów i Rzymian.
Ze względu na charakterystyczną ewolucję kształtów umb w poszczególnych okresach, są one wykorzystywane w badaniach archeologicznych (wraz z zapinkami - fibulami) do datowania znalezisk grobowych w których występują z okresu przedrzymskiego, okresu wpływów rzymskich oraz wędrówek ludów.

## Strony WWW
- Typologia Umb według M. Jahna i D. Bohnsacka. umba.newworldltd.org. [zarchiwizowane z tego adresu (2015-07-22)].